# Kalle Malmberg
Karl Kristofer (Kalle) Malmberg, född 1983 i Halmstad, är en svensk skådespelare.

## Biografi
Efter teaterlinjen på Fridhems folkhögskola gick Kalle Malmberg skådespelarprogrammet på Högskolan för scen och musik vid Göteborgs universitet 2006–2009. Malmberg har arbetat på Stockholms stadsteater, Örebro länsteater, Unga Roma, Borås stadsteater och Smålands musik och teater där han tillhör den fasta skådespelarensemblen. Utöver talteater och musikal har han även medverkat i film- och TV-produktioner.

## Filmografi
- 2008 – Stenhuggaren
- 2009 – Kommissarie Winter (TV-serie)
- 2023 – Hålla samman[3]

## Teater
Roller (ej komplett)
| År   | Roll          | Produktion             | Teater                    | Regi                |
| ---- | ------------- | ---------------------- | ------------------------- | ------------------- |
| 2008 | Gepetto       | Pinocchio              | Borås stadsteater         | Dag Norgård         |
| 2009 | Howard        | En handelsresandes död | Borås stadsteater         | Göran Stangertz     |
| 2010 | Osvald        | Gengångare             | Stockholms stadsteater    | Sofia Jupither      |
| 2011 | Emmarett      | Hair                   | Stockholms stadsteater    | Ronny Danielsson    |
| 2012 | Kvitten       | En midsommarnattsdröm  | Smålands musik och teater | Ronny Danielsson    |
| 2013 | Mortimer      | Maria Stuart           | Smålands musik och teater | Frida Röhl          |
| 2014 | Sidney        | Chaplin                | Örebro länsteater         | Rickard Günter      |
| 2015 | Mozart        | Amadeus                | Smålands musik och teater | Mattias Knave       |
| 2016 | Giorgio       | Passion                | Smålands musik och teater | Victoria Brattström |
| 2017 | Marius        | Les Miserables         | Smålands musik och teater | James Grieve        |
| 2018 | Korp          | Den sista elden        | Smålands musik och teater | Melanie Mederlind   |
| 2019 | Perchik       | Spelman på taket       | Smålands musik och teater | Staffan Aspegren    |
| 2020 | Aron Petter   | Camera                 | Smålands musik och teater | Staffan Aspegren    |
| 2021 | George        | She loves me           | Smålands musik och teater | Roine Söderlund     |
| 2022 | Christian     | Cyrano de Bergerac     | Smålands musik och teater | Ronny Danielsson    |
| 2023 | Fucking rat   | En timme i lugn och ro | Smålands musik och teater | Adde Malmberg       |
| 2025 | Daniel Daréus | Så som i himmelen      | Smålands musik och teater | Linus Fellbom       |